# Richard Daniel Hughes
Richard Daniel Hughes (Glasgow, 25 giugno 1979) è un ex calciatore scozzese, di ruolo centrocampista.

## Carriera

### Club

#### Portsmouth
Il 13 maggio 2011 si svincola dal Portsmouth dopo 8 anni. Il 4 agosto 2012, firma un accordo biennale con il Bournemouth.

## Palmarès

### Club

#### Competizioni nazionali
- Coppa d'Inghilterra: 1

Portsmouth: 2007-2008